# Julian Vonarb

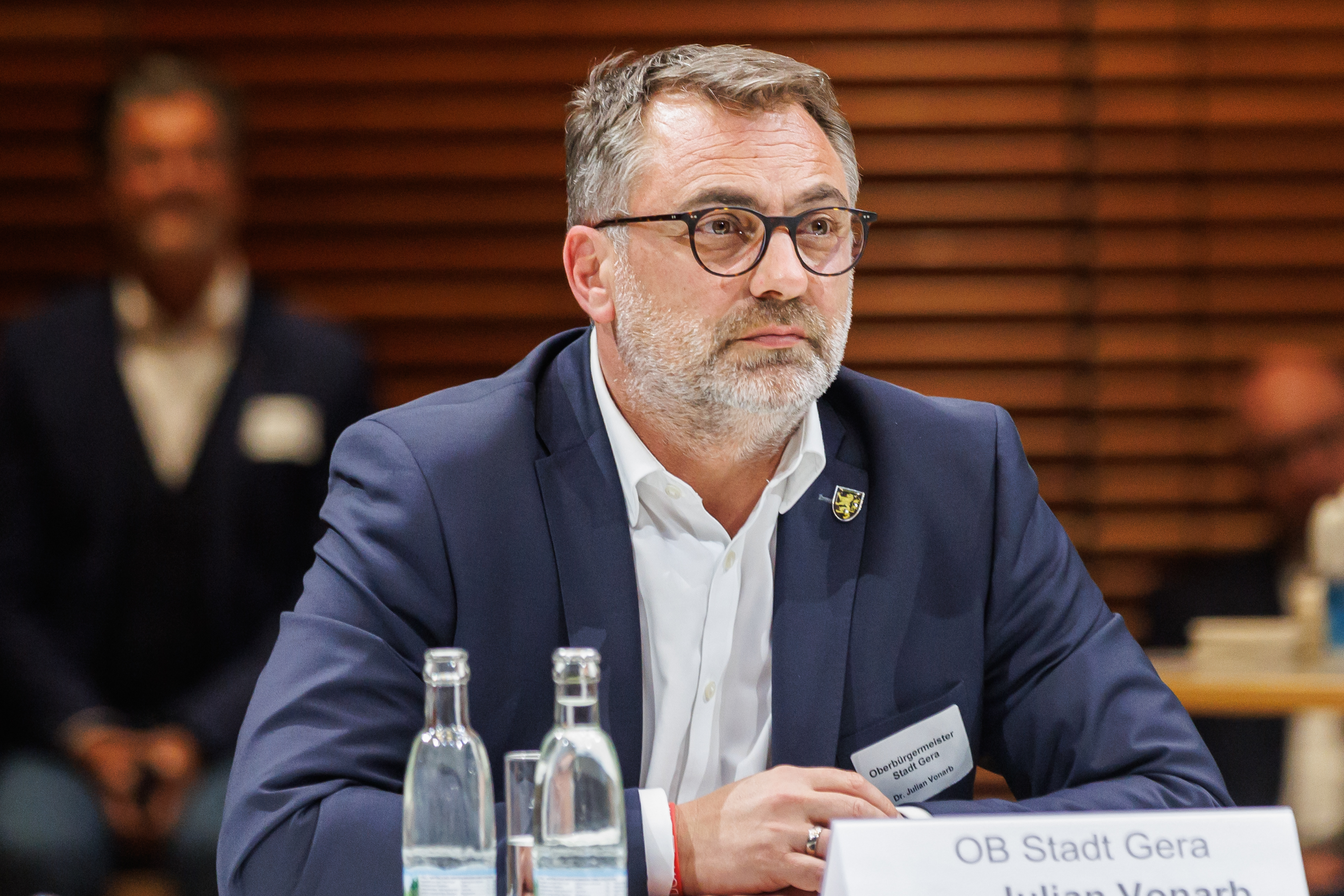
Julian Vonarb 2024

Julian Vonarb (* 7. Februar 1972 in Freiburg im Breisgau) ist ein parteiloser deutscher Politiker. Er ist seit 2024 Staatssekretär im Thüringer Finanzministerium. Zuvor war er von 2018 bis 2024 Oberbürgermeister von Gera.

## Biografie
Vonarb ist der Sohn von Alfred Vonarb, der jahrelang Bürgermeister von Breisach war. Vonarb legte 1991 am Deutsch-Französischen Gymnasium in Freiburg das Abitur ab und absolvierte von 1991 bis 1993 eine Ausbildung zum Bankkaufmann bei der Sparkasse Freiburg-Nördlicher Breisgau. Anschließend wurde er leitender Mitarbeiter der Commerzbank und war bis 2016 in deren Geraer Niederlassung tätig. 2016 machte er sich mit einer eigenen Unternehmensberatung selbstständig.
Im Dezember 2017 gab Vonarb seine Kandidatur für das Amt des Geraer Oberbürgermeisters bei den Kommunalwahlen 2018 bekannt. Seit 2015 Mitglied der CDU, trat er vor seiner Kandidatur aus der Partei aus, da diese die Amtsinhaberin Viola Hahn unterstützte. Seinen Wahlkampf finanzierte Vonarb nach eigenen Angaben zu 80 % aus eigenen Mitteln. Als zentrale Wahlanliegen nannte er die Wirtschafts- und Tourismusförderung sowie die Ansiedlung einer Technischen Hochschule in Gera. Im ersten Wahlgang am 15. April 2018 erreichte er mit 23,9 % die meisten Stimmen und zog – während Amtsinhaberin Hahn abgewählt wurde – gegen Dieter Laudenbach (AfD) in den zweiten Wahlgang ein. Dort wurde er im April 2018 mit 69,8 % der Stimmen zum Oberbürgermeister gewählt.
Im Jahr 2022 entwickelte sich ein Finanzstreit mit dem Stadtrat, auf den Vonarb mangels einer beschlussfähigen Mehrheit mit einem Alleingang reagierte.
Zu den Kommunalwahlen 2024 kandidierte Vonarb, unterstützt von der Wählervereinigung Bündnis Gera, erneut für das Amt des Oberbürgermeisters in Gera. Er verlor die Stichwahl am 9. Juni 2024, der ein „rauer Ton“ und persönliche Angriffe im Wahlkampf vorausgegangen waren, gegen seinen bisherigen Stellvertreter Kurt Dannenberg (CDU) mit 40,7 % der Stimmen. Bei der Wahl zum Geraer Stadtrat, für den Vonarb gleichzeitig kandidierte, erhielt er die meisten Stimmen.
Am 19. Dezember 2024 wurde Vonarb zum Staatssekretär im Thüringer Finanzministerium ernannt.
Vonarb ist verheiratet, hat vier Kinder und einen Stiefsohn. Er zog mit seiner Familie im Vorfeld der Kommunalwahl 2018 aus dem angrenzenden Bad Köstritz nach Gera um.